# Berville-en-Caux
Berville-en-Caux (até 2017: Berville) é uma comuna francesa na região administrativa da Normandia, no departamento de Sena Marítimo. Estende-se por uma área de 6,76 km². Em 2010 a comuna tinha 675 habitantes (densidade: 99,9 hab./km²).